# Saison 16 de Détective Conan
 (octobre 2024).
Chronologie
Saison 15 de Détective Conan Saison 17 de Détective Conan
La saison 16 de Détective Conan a été diffusée du 8 janvier 2011 au 17 décembre 2011 (épisodes 602 à 641) sur Nippon TV. Elle est composée de 40 épisodes.
Le trentième opening (générique de début) (épisodes 602 à 612) intitulé Tear Drops, est interprété par le groupe de pop Caos Caos Caos. Le trente-et-unième opening (épisodes 613 à 626) intitulé Don't Wanna Lie, est interprété par le groupe de pop rock japonais B'z. Le trente-deuxième opening (épisodes 627 à 641 + MK 02 à 06) intitulé Misty Mystery, est interprété par le groupe de J-pop Garnet Crow.
Le trente-septième ending (générique de fin) (épisodes 602 à 609) intitulé Juugoya Kuraishisu ~ Kimi ni aitai, est interprété par le groupe de musique japonais Hundred Percent Free. Le trente-huitième ending (épisodes 610 à 626) intitulé Tsukiyo no Itazura no Mahou, est interprété par le groupe de J-rock BREAKERZ. Le trente-neuvième ending (épisodes 627 à 628 + MK 02 à 03) intitulé Pilgrim, est interprété par le groupe japonais de pop rock B'z. Le quarantième ending (épisodes 629 à 641 + MK 04 à 06) intitulé Your Best Friend, est interprété par la chanteuse de J-pop Mai Kuraki.
| No | Titre français                                                                                                  | Titre japonais                      | Titre japonais                                            | Date de 1re diffusion |
| No | Titre français                                                                                                  | Kanji                               | Rōmaji                                                    | Date de 1re diffusion |
| --- | --- | ----------------------------------- | --------------------------------------------------------- | --------------------- |
| 602 | Le diable caché sur le court de tennis                                                                          | テニスコートに潜む悪魔              | Tenisu cōto ni hisomu akuma                               | 8 janvier 2011        |
| Conan accompagne Ran et Sonoko a un entraînement de tennis du club universitaire, dans l’espoir d’échanger quelques balles avec le beau vice-capitaine. Mais celui-ci a été empoisonné. Sonoko se retrouve au cœur du drame. | |                                     |                                                           |                       |
| 603 | L’affaire de la séance de spiritisme dans les deux chambres closes – Première salle                             | 降霊会Ｗ密室事件 - 第一の密室       | Koureikai daburu misshitsu jiken - Dai ichi no misshitsu  | 29 janvier 2011       |
| 604 | L’affaire de la séance de spiritisme dans les deux chambres closes – Deuxième salle                             | 降霊会Ｗ密室事件 - 第二の密室       | Koureikai daburu misshitsu jiken - Dai ni no misshitsu    | 5 février 2011        |
| 605 | L’affaire de la séance de spiritisme dans les deux chambres closes – Ouverture de la chambre close              | 降霊会Ｗ密室事件 - 密室開放         | Koureikai daburu misshitsu jiken - Misshitsu kaihou       | 12 février 2011       |
| Kogorō s’est perdu en forêt. Ran découvre un manoir où ils pourraient demander de l’aide. C’est alors que nos 3 héros du jour tombent nez-à-nez sur des individus encapuchonnés d’un manteau noir. En réalité, il s’agit d’un groupe de fans d’une actrice récemment disparue dans un accident de voiture. Elle devait camper le rôle de la sorcière dans « the blackmagic girl ». Ces fans ont décidé de se réunir car ils pensent que comme son rôle, à la suite de l’accident, elle se serait réincarnée en sorcière et tuerait par vengeance. Pour preuve, certains proches des fans sont morts en ne laissant en guise d’adieu que le nom de l’actrice disparue. Conan élabore des théories. Résoudre cette affaire de mort semble plus complexe que prévu. Des morts reviennent à la vie, des morts expliquent la vie aux vivants. | |                                     |                                                           |                       |
| 606 | Cour de confrontation 4 : La jurée Kobayashi Sumiko - 1re partie                                                | 法廷の対決IV裁判員小林澄子 (前編)   | Houtei no taiketsu 4: Saiban'in Kobayashi Sumiko - Zenpen | 19 février 2011       |
| La mère de Ran s’affronte une nouvelle fois avec la « Madonne ». Une affaire de vol en meurtre, mademoiselle Kobayashi se révèle être une jurée d’exception, exerçant son droit souverain à rendre la justice. Justice pourra-t-elle être faite ? | |                                     |                                                           |                       |
| 607 | Cour de confrontation 4 : La jurée Kobayashi Sumiko - 2e partie                                                 | 法廷の対決IV裁判員小林澄子 (後編)   | Houtei no taiketsu 4: Saiban'in Kobayashi Sumiko - Kōhen  | 26 février 2011       |
| La confrontation continue. Mlle Kobayashi est une jurée exemplaire qui n’abdique pas ses droits. Ses remarques font mouches, Conan est-il encore bien nécessaire ? | |                                     |                                                           |                       |
| 608 | Le jour blanc de la trahison – 1re partie (files : 725-727/tome : 69)                                           | 裏切りのホワイトデー (前編)         | Uragiri no howaito dē - Zenpen                            | 5 mars 2011           |
| La tradition veut que, en remerciement pour la Saint-Valentin, les hommes donnent des cadeaux pendant le jour blanc. Ce même jour, Conan, Ran et Kogorô sont invités à la réception organisée par une grande compagnie de confiseries. Au milieu de la cérémonie cependant, le président meurt, assassiné. Conan va devoir résoudre l'enquête au plus vite, alors que tous les conjoints que nous connaissons se démènent pour faire passer leur affection, plus ou moins maladroitement. | |                                     |                                                           |                       |
| 609 | Le jour blanc de la trahison – 2e partie (files : 725-727/tome : 69)                                            | 裏切りのホワイトデー (後編)         | Uragiri no howaito dē - Kōhen                             | 19 mars 2011          |
| 610 | La victime est Shinichi Kudô (files : 734-735/tome : 70)                                                        | 被害者はクドウシンイチ              | Higaisha wa Kudo Shin'ichi                                | 9 avril 2011          |
| Heiji et Kazuha arrivent à l'agence Môri avec une affaire de malédiction à élucider. La riche veuve d'un grand PDG se meurt à son tour, et les 8 héritiers se battent pour la succession. Cependant, 2 d'entre eux sont déjà morts dans des conditions étranges, et on a demandé au détective de l'Ouest son aide sur l'affaire. L'un des héritiers c'est éloigné de sa famille et habite à Tokyo, d'où la visite d'Heiji et Kazuha. Heiji emmène Conan pour interroger cet homme, qui se trouve avoir un nom ressemblant curieusement à celui de quelqu'un d'autre… | |                                     |                                                           |                       |
| 611 | Château Inubushi, le chien démoniaque enflammé - Chapitre des feux follets (files : 736-740/tome : 70)          | 犬伏城 炎の魔犬(鬼火の章)           | Inubushi jou honoo no maken - Onibi no shou               | 16 avril 2011         |
| Après l'affaire précédente, Kazuha, Heiji et les Môri vont à la campagne pour enquêter sur cette famille supposément maudite. Arrivés sur place, ils font la connaissance des enfants restants, et de la mère, alitée et inconsciente. Alors qu'ils explorent les environs, un membre de la famille dégringole en bas d'une falaise sous leurs yeux ébahis. Conan et Heiji accourent sur les lieux de sa chute et découvrent de mystérieuses traces incandescentes. Avec l'aide de l'inspecteur Yamamura, ils vont tenter de résoudre cette enquête avant que la malédiction ne s'abatte sur tous les membres de cette famille. | |                                     |                                                           |                       |
| 612 | Château Inubushi, le chien démoniaque enflammé - Chapitre des empreintes (files : 736-740/tome : 70)            | 犬伏城 炎の魔犬(足跡の章)           | Inubushi jou honoo no maken - Ashiato no shou             | 23 avril 2011         |
| 613 | Château Inubushi, le chien démoniaque enflammé - Chapitre de la princesse (files : 736-740/tome : 70)           | 犬伏城 炎の魔犬(姫の章)             | Inubushi jou honoo no maken - Hime no shou                | 30 avril 2011         |
| 614 | Le secret du journal du musicien - 1re partie (files : 728-730/tomes : 69-70)                                   | 日記が奏でる秘密 (前編)             | Nikki ga kanaderu himitsu - Zenpen                        | 7 mai 2011            |
| La voiture du professeur Agasa tombe en panne alors qu'il rentre de la montagne avec les Detective Boys. À cause des places limitées dans la dépanneuse, le professeur rentre tout seul, et les enfants l'attendent sur le bord de la route. Le professeur mettant un peu de temps et la pluie commençant à tomber, ils vont s'abriter sous l'entrée d'une maison désertée. C'est alors qu'ils entendent une mélodie de Bach jouée à la perfection sur un piano. Ils décident d'entrer dans la maison, qui n'est pas fermée, est découvre qu'elle est vide, malgré des traces très récentes de vie. En découvrant un calepin, ils se rendent compte que quelque chose de bien plus pratique qu'ils ne le pensaient est à l'œuvre dans cette maison.                                                                                      | |                                     |                                                           |                       |
| 615 | Le secret du journal du musicien - 2e partie (files : 728-730/tomes : 69-70)                                    | 日記が奏でる秘密 (後編)             | Nikki ga kanaderu himitsu - Kōhen                         | 14 mai 2011           |
| 616 | Le livre des révélations de Holmes - Le disciple de Holmes (files : 743-752/tomes : 71-72)                      | ホームズの黙示録 (名探偵の弟子)     | Hōmuzu no mokushiroku - Hōmuzu no deshi                   | 21 mai 2011           |
| Alors qu'ils sont en train de manger au café Poirot, Ran, Conan et Kogorô sont invités à Londres par une riche vieille femme. Grâce à l'aide d'Ai, Conan réussit à venir séjourner dans la ville de son héros, malgré son absence de papiers officiels. Il y rencontre un japonais d'environ son âge, petit frère de la joueuse de tennis internationale, Minerva Glass. Le jeune homme lui fait part d'une lettre de menace codée qu'on lui a remise alors qu'il regardait sa sœur à Wimbledon, accompagnée d'une menace de mort. À 9500km de son Tokyo natal, le détective de l'Est mène l'enquête ! | |                                     |                                                           |                       |
| 617 | Le livre des révélations de Holmes - L'amour, c'est zéro (files : 743-752/tomes : 71-72)                        | ホームズの黙示録 (LOVE IS 0)        | Hōmuzu no mokushiroku - Rabu izu zero                     | 28 mai 2011           |
| Ran s'en veut d'avoir été sèche au téléphone avec Shinichi. Elle sillonne les rues de Londres à la recherche d'indices pour résoudre la lettre codée, et fait la rencontre de la tenniswoman Minerva Glass. Ran appelle Conan sur le téléphone de Shinichi et, à cause du manque d'attention de ce dernier, se rend compte qu'il est à Londres sans l'avoir prévenue. Pour éviter qu'elle ne découvre son identité, Conan va compromettre son retour au japon, et déclencher une grande dispute dans les rues de Londres. | |                                     |                                                           |                       |
| 618 | Le livre des révélations de Holmes - Satan (files : 743-752/tomes : 71-72)                                      | ホームズの黙示録 (サタン)           | Hōmuzu no mokushiroku - Satan                             | 4 juin 2011           |
| Shinichi s'enferme dans sa chambre afin de ne pas dévoiler son identité aux yeux de tous au moment de sa transformation qu'il sait prochaine. De plus, depuis la dispute avec Ran de la veille, il semblerait vouloir l'éviter. Ran et Kogorô arpentent Londres, cherchant à résoudre la menace codée inspirée par Sherlock Holmes, tandis que le professeur et le jeune détective font des recherches sur le criminel depuis la chambre d'hotel. | |                                     |                                                           |                       |
| 619 | Le livre des révélations de Holmes - Décodage (files : 743-752/tomes : 71-72)                                   | ホームズの黙示録(Code break)        | Hōmuzu no mokushiroku - Kōdo bureiku                      | 11 juin 2011          |
| Aidés par Conan au téléphone, Ran et Kogorô continuent de parcourir Londres à la recherche d'indices, en compagnie du jeune frère de Minerva, Apollo. Une femme étrange semble les suivre… | |                                     |                                                           |                       |
| 620 | Le livre des révélations de Holmes - La reine des courts de tennis (files : 743-752/tomes : 71-72)              | ホームズの黙示録 (芝の女王)         | Hōmuzu no mokushiroku - Gurasu kōto kuīn                  | 18 juin 2011          |
| Après avoir résolu le sinistre code du poseur de bombes, Ran, Kogorô, le professeur et Conan vont au championnat de tennis de Wimbledon pour essayer de l'arrêter. Afin de sauver les spectateurs, la joueuse Minerva Glass va coopérer avec le disciple de Holmes, en prouvant son statut de nº1 de son sport. | |                                     |                                                           |                       |
| 621 | Le livre des révélations de Holmes - Zéro est le commencement (files : 743-752/tomes : 71-72)                   | ホームズの黙示録 (0 IS START)       | Hōmuzu no mokushiroku - Zero izu stāto                    | 25 juin 2011          |
| Le match arrive à sa fin, et la tension est à son comble sur le Central Court de Wimbledon. Conan reçoit l'aide inopinée de deux mystérieux individus, tant pour l'enquête que pour son retour au japon. Une fois à l'aéroport, Minerva Glass vient dire au revoir à Ran et Kogorô, et les remercie pour leur soutien dans l'affaire. Plus particulièrement, elle tient à remercier Ran qui lui a donné des conseils dans sa vie amoureuse, inspirés des évènements récents dans la vie de la jeune femme. | |                                     |                                                           |                       |
| 622 | Situation d'urgence 252 - 1re partie (files : 753-755/tome : 72)                                                | 緊急事態252 (前編)                  | Kinkyuu jitai 252 - Zenpen                                | 2 juillet 2011        |
| À peine rentré de ses aventures à Londres, Conan va jouer avec les Detective Boys dans un immeuble abandonné. Ils sont surpris par un appel de détresse et vont à la recherche de la personne. Cependant, ils tombent sur deux criminels, qui enlèvent Conan et Ai. Les Detective Boys vont devoir trouver un moyen de sauver leurs camarades! | |                                     |                                                           |                       |
| 623 | Situation d'urgence 252 - 2e partie (files : 753-755/tome : 72)                                                 | 緊急事態252 (後編)                  | Kinkyuu jitai 252 - Kōhen                                 | 9 juillet 2011        |
| 624 | La vidéo d'un premier amour (files : 741-742/tome : 71)                                                         | 初恋のビデオレター                  | Hatsukoi no bideo retā                                    | 16 juillet 2011       |
| l'inspecteur Chiba profite de ce que l'inspecteur Shiratori vient rendre visite à Mlle Kobayashi pour revoir son ancienne école primaire, la même que celle des Détective Boys. Il essaye aussi de retrouver une lettre d'amour lui étant adressée, dissimulée dans la salle de vidéo il y a 15 ans de cela par une fille nommée Miike Naeko. Grâce à l'aide de Conan, il va peut-être pouvoir revoir son amour d'enfance… | |                                     |                                                           |                       |
| 625 | Le hurlement venant de la salle d'opération - 1re partie (files : 756-758/tome : 72)                            | 絶叫手術室 (前編)                   | Zekkyou operūmu - Zenpen                                  | 23 juillet 2011       |
| Kogorô est invité pour faire un discours à l'université pendant un festival, en sa qualité de célèbre détective. Dans la foule, Ran, Sonoko et Conan sont approchés par des étudiants en cinéma, qui ont fait une attraction d'horreur particulièrement graphique et qui voudraient l'avis de personnes habituées à la vue de cadavre pour pouvoir apprécier le réalisme de leurs effets spéciaux. Vers la fin de l'attraction cependant, Conan réalise que quelque chose ne va pas, et découvre au milieu des horreurs de plastique quelque chose de bien, bien pire. | |                                     |                                                           |                       |
| 626 | Le hurlement venant de la salle d'opération - 2e partie (files : 756-758/tome : 72)                             | 絶叫手術室 (後編)                   | Zekkyou operūmu - Kōhen                                   | 30 juillet 2011       |
| 627 | La bataille entre Conan et L'Insaisissable Kid pour le trésor de Ryoma - 1re partie (files : 731-733/tome : 70) | コナンキッドの龍馬お宝攻防戦 (前編) | Conan Kiddo no Ryouma otakara koubou-sen - Zenpen         | 20 août 2011          |
| L'oncle de Sonoko, Jirokichi Suzuki, expose dans l'un de ses musées des antiquités, dont une ceinture ornée d'un joyau ayant appartenu à une figure historique de l'histoire du Japon. Fidèle à ses habitudes, le voleur Kid l'Insaisissable annonce sa venue à l'aide d'une carte. Cependant, il déclare cette fois-ci ne rien vouloir dérober, mais à la place rendre des objets volés 20ans plus tôt par une voleuse légendaire. Conan est sur le point d'en apprendre un tout petit peu plus sur la vie de son mystérieux adversaire. | |                                     |                                                           |                       |
| 628 | La bataille entre Conan et L'Insaisissable Kid pour le trésor de Ryoma - 2e partie (files : 731-733/tome : 70)  | コナンキッドの龍馬お宝攻防戦 (後編) | Conan Kiddo no Ryouma otakara koubou-sen - Kōhen          | 27 août 2011          |
| 629 | L'affaire du tournage de la vidéo promotionnelle - 1re partie                                                   | プロモビデオ撮影事件 (前編)         | Puromo bideo Satsuei Jiken - Zenpen                       | 3 septembre 2011      |
| Conan, Genta, Ayumi et Mitsuhiko accompagnent Ran et Sonoko en week-end dans une pension. Au menu, farniente nippone, plongée et détente, mais tout semble remis en cause par la mort tragique d’un réalisateur, poignardé en plein cœur par un membre de son équipe. | |                                     |                                                           |                       |
| 630 | L'affaire du tournage de la vidéo promotionnelle - 2e partie                                                    | プロモビデオ撮影事件 (後編)         | Puromo bideo Satsuei Jiken - Kōhen                        | 10 septembre 2011     |
| La tempête continue de s’abattre sur la petite île. Chacun donne son alibi mais l’enquête tourne en rond. Bientôt, un nouveau mort fait trembler l’auditoire. | |                                     |                                                           |                       |
| 631 | Ce que l'horloge florale savait                                                                                 | 花時計は知っていた                  | Hana dokei wa shitte ita                                  | 17 septembre 2011     |
| Pour la cérémonie de réhabilitation de l’horloge florale du parc de Beika, des écolières dont Ayumi ont été choisies pour faire une démonstration de majorette. Ayumi s’entraîne tous les matins mais demande à ses amis de l’accompagner car un homme la harcèle pendant ses entraînements. L’homme, toutefois, agit bizarrement, jusqu’au jour où il est mort avec pour seul témoin, les aiguilles ensanglantées de l’horloge. | |                                     |                                                           |                       |
| 632 | L'Épée du gardien du temps - 1re partie (files : 762-764/tomes : 72-73)                                         | 時の番人の刃(前編))                 | Toki no Bannin no Yaiba - Zenpen                          | 1er octobre 2011      |
| Kogorô est sommé d'enquêter pour une femme fortunée menacé de mort. Elle porte une fascination toute particulière à l'horlogerie, est semble particulièrement irascible. Cependant, à l'heure précise de son anniversaire, elle est poignardée au milieu de la grande salle de réception, et ce malgré la présence rapproché d'invités et du détective. De plus, aucune arme du crime n'est retrouvée. Serait-ce "l'épée sans forme" décrite dans la lettre de menace? | |                                     |                                                           |                       |
| 633 | L'Épée du gardien du temps - 2e partie (files : 762-764/tomes : 72-73)                                          | 時の番人の刃(後編)                  | Toki no Bannin no Yaiba - Kōhen                           | 8 octobre 2011        |
| 634 | La scène du crime est un restaurant étroit                                                                      | 犯行現場は激セマ店                  | Hankou Genba wa Geki Sema Ten                             | 15 octobre 2011       |
| Dans un petit restaurant japonais qui a la particularité d’être très étroit, les habitués des courses hippiques ont l’habitude de s’y retrouver, dont Kogorô. Les 4 protagonistes sortent du restaurant le temps de marquer une pause de 5 min, mais quand ils reviennent, la gérante est morte. L’astuce du crime est sans doute dans l’étroitesse du lieu. | |                                     |                                                           |                       |
| 635 | Méfiez-vous du régime alimentaire                                                                               | ダイエットにご用心                  | Daietto ni Goyoujin                                       | 5 novembre 2011       |
| Ran, Sonoko et Conan effectuent un stage de diet et de remise en forme yoga dans un chandni. Là-bas, ils y rencontrent une jeune femme, fille de PDG, absolument exécrable. Plus tard dans la soirée, elle est retrouvée morte, empoisonnée par son bol de soja. | |                                     |                                                           |                       |
| 636 | L'affaire de la leçon la plus précieuse au monde - 1re partie                                                   | 世界一受けたい授業事件 (前編)       | Sekaiichi Uketai Jugyō Jiken - Zenpen                     | 12 novembre 2011      |
| Kogorô est invité à participer à l’enregistrement d’une émission : « l’école la plus belle du monde ». En 3 parties, l’émission présente Kogorô, une invention et un cours d’estimation d’objets d’arts. Pendant l’après-midi, Conan rencontre les différents protagonistes du drame. En effet, au cours des répétitions, le vase Qing estimé à plus de 100 millions de yens a disparu. Qui est le coupable ? | |                                     |                                                           |                       |
| 637 | L'affaire de la leçon la plus précieuse au monde - 2e partie                                                    | 世界一受けたい授業事件 (後編)       | Sekaiichi Uketai Jugyō Jiken - Kōhen                      | 19 novembre 2011      |
| Kogorô - ou plutôt Conan - continue son enquête à la recherche du vase Qing. Mais problème, tous sont plus ou moins de potentiel voleur. Conan finit par trouver l’astuce du vol, et les surprenants motifs du voleur. | |                                     |                                                           |                       |
| 638 | La résolution du mystère dans le palais des feuilles d'automne - 1re partie                                     | 紅葉御殿で謎を解く (前編)           | Momiji goten de nazo wo toku - Zenpen                     | 26 novembre 2011      |
| De retour d’un restaurant, Kogorô, Ran et Conan déambulent sous les arbres aux feuilles d’automne quand ils assistent à une tentative d’assassinat en pleine rue. La personne visée était une enfant de 8 ans, fille adoptive d’un magnat de l’immobilier. | |                                     |                                                           |                       |
| 639 | La résolution du mystère dans le palais des feuilles d'automne - 2e partie                                      | 紅葉御殿で謎を解く (後編)           | Momiji goten de nazo wo toku - Kōhen                      | 3 décembre 2011       |
| Kogorô, Ran et Conan sont invités dans la demeure du magnat de l’immobilier, une demeure où règne les érables. Cependant, une affaire de meurtre en entraînant d’autres, bientôt, il n’y a plus grand monde à suspecter … | |                                     |                                                           |                       |
| 640 | La tournée des huit pièces de souvenirs - 1re partie : Okayama                                                  | ８枚のスケッチ記憶の旅（岡山編）    | Hachi-mai no suketchi kioku no tabi: Okayama-hen          | 10 décembre 2011      |
| Ran a été choisi pour être journaliste local le temps d’une journée dans la ville d’Okayama. Conan et Kogorô l’accompagnent. Lors d’un promenade, ils rencontrent une femme qui a perdu la mémoire. Cette dernière charge Kogorô de retrouver son identité. | |                                     |                                                           |                       |
| 641 | La tournée des huit pièces de souvenirs - 2e partie : Kurashiki                                                 | ８枚のスケッチ記憶の旅（倉敷編）    | Hachi-mai no suketchi kioku no tabi: Kurashiki-hen        | 17 décembre 2011      |
| L’enquête se complique. Parallèlement à la recherche de sa mémoire, la jeune femme serait le témoin clé d’un casse de bijouterie. L’amie qu’elle a retrouvée précédemment semble savoir plus que ce qu’elle laisse croire. | |                                     |                                                           |                       |